# Vladimir Radmanović
Vladimir Radmanović (cyr. Владимир Радмановић; ur. 19 listopada 1980 w Trebinju) – serbski koszykarz, występujący na pozycjach skrzydłowego, mistrz świata z 2002.
W 1999 wystąpił w meczu wschodzących gwiazd - Nike Hoop Summit.

## Osiągnięcia
Na podstawie, o ile nie zaznaczono inaczej.
Jugosławia
- Mistrz Jugosławii (1998)
- Finalista Pucharu Koracia (1998)
- Uczestnik rozgrywek:
  - Euroligi (1998/1999, 1999/2000)
  - Pucharu Saporty (2000/2001)

NBA
- Finalista NBA (2008)[5]
- Zaliczony do II składu debiutantów NBA (2002)[6]
- Uczestnik konkursu rzutów za trzy punkty organizowanego przy okazji NBA All-Star Weekend (2005)

Reprezentacja
- Mistrz:
  - świata (2002)
  - turnieju FIBA Diamond Ball (2004)
- Uczestnik:
  - igrzysk olimpijskich (2004 – 11. miejsce)
  - mistrzostw Europy:
    - 2005 – 9. miejsce
    - U–20 (2000)

  - kwalifikacji do mistrzostw Europy U–18 (1998)